# Mamman Nour
Mamman Nour, nacido en la década de 1970, es un yihadista chadiano. Según algunas fuentes podría haber sido ejecutado en 2018.

## Biografía
El pasado de Mamman Nour es poco conocido, probablemente proviene de la comunidad de árabes en Chad. También podría ser camerunés, pero habría nacido en Nigeria.
Estudió teología en la Universidad de Kano, donde conoció a Mohamed Yusuf y Abubakar Shekau. Durante la década de 2000, fue un confidente cercano del predicador Mohammed Yusuf, el fundador de Boko Haram.
Tras el inicio de la insurgencia de Boko Haram en 2009, viajó y estableció contactos con AQMI, los shebabs de Somalia y el Grupo Islámico Combatiente Libio.
En 2011, organizó el ataque de Abuya contra una representación de las Naciones Unidas.
En 2012, se enfrentó a Abubakar Shekau, reprochándole en particular sus abusos contra la población, y abandonó Boko Haram para unirse a Ansaru.
En 2015, después de la lealtad de Boko Haram al Estado Islámico, se acercó a Abu Mosab al-Barnaoui. Ambos desafían la autoridad de Shekau y reclutan a partidarios en la región del lago Chad.
El 6 de abril de 2016 Mamman Nour perdió una oreja durante un ataque aéreo.
El 2 de agosto de 2016, el Estado Islámico presenta a Abu Mosab al-Barnaoui como el jefe de sus fuerzas en África Occidental y destituye a Abubakar Shekau. Mamman Nour se convierte entonces en el brazo derecho de Abu Mosab al-Barnaoui en la organización del Estado Islámico en África Occidental.
En agosto de 2018 Mamman Nour fue presuntamente ejecutado por otros miembros del Estado Islámico en África Occidental, según los medios de comunicación nigerianos. Encarnando la tendencia menos radical del grupo, habría sido acusado por parte de los más extremistas de estar demasiado cerca del Estado nigeriano o de haber liberado a las jóvenes secuestradas en Dapchi sin obtener rescate ni dinero.